# Torno a vivere da solo
Torno a vivere da solo è un film del 2008 scritto, diretto e interpretato da Jerry Calà.

## Trama
Milano. Giacomo è un uomo di mezz'età, sposato con due figli, ed è un affermato agente immobiliare. Dopo la separazione dalla moglie Francesca, la coppia si deve dividere i figli Chiara e Paolo per i weekend. Gli amici consigliano Giacomo su immediate e pronte attività di ricerca di possibili eventuali amanti, ma Giacomo punta su Jessica, l'ex moglie di Nico.
L'amico Ivano lo porta a vivere nel suo vecchio appartamento sui Navigli, con la medesima mobilia kitsch, che vede ospitare gli attacchi alla bella Jessica, i ripensamenti della moglie, il coming out del suo collega Ivano, una festa improvvisata dalla figlia liceale e un litigio tra i genitori di Giacomo.
Anche questi due sono in rotta: il padre, lasciata la moglie, va a vivere come un barbone in Stazione Centrale con un altro clochard. Qui Giacomo salva dalla prostituzione la brasiliana Telma e la porta a casa sua per ospitarla.
Intanto Nico, lo sciupafemmine del gruppo, scoprendo le tresche di Giacomo con Jessica, vuole vendicarsi provando (e riuscendo) a portarsi a letto Francesca, mentre questa, nel frattempo, ha già avviato un legame di ripiego con il giovanissimo Mirko, che, una volta instauratosi in casa insidia la figlia di Giacomo. La scoperta della relazione tra Mirko e Chiara porta Francesca a rompere il legame, allontanando Mirko ed essere così pronta ad accogliere le attenzioni di Nico con cui va a convivere.
Giacomo intanto rivela ad Ivano l'attuale situazione amorosa di tutti i componenti del gruppo, ed afferma di avere intrapreso una seria relazione con Jessica, tutti si ritrovano poi un anno dopo a casa di Giacomo per festeggiare capodanno, è qui che infine si scopre che la bella Telma, la giovane brasiliana che Giacomo aveva salvato da uno sfruttatore, è in realtà una transessuale ed ha una relazione con Ivano.

## Produzione
Il film è stato prodotto da Massimiliano Caroletti.

## Distribuzione
Il film è uscito nelle sale il 5 dicembre 2008.
Torno a vivere da solo nel 2008 è stato tra i film in concorso dell'ottava edizione del Monte-Carlo Film Festival de la Comédie, dove ha ricevuto due nomination e un premio speciale da parte del Presidente della giuria Claude Pinoteau. Nel 2009 è stato tra i film in corcorso ai David di Donatello.

## Accoglienza
Uscito nelle sale durante il periodo natalizio, il film ha incassato €1.059.633.

## Colonna sonora
Le musiche sono di Umberto Smaila.